# Jugra (regione storica)

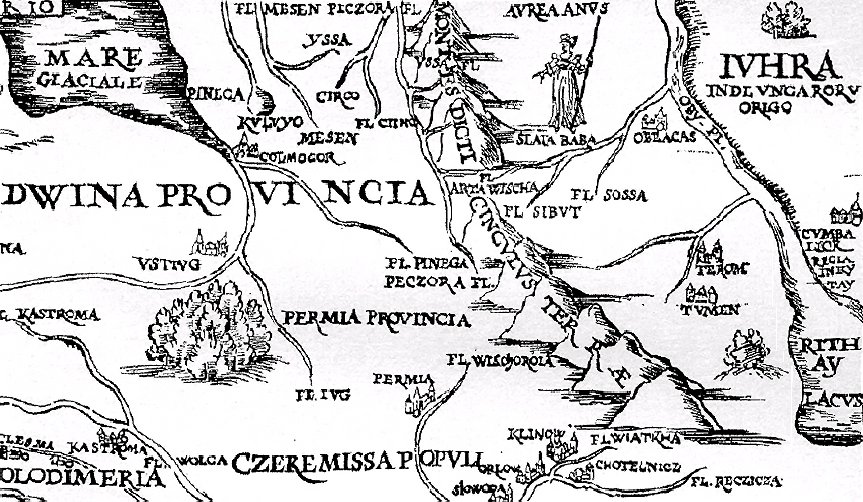
Sezione di una mappa della Russia pubblicata da Sigismund von Herberstein nel 1549. Si può notare la scritta "Iuhra" con l'annotazione "inde ungaroru[m] origo".

La Jugra (in antico russo: Югра) è una regione storica dell'Eurasia settentrionale, situata tra il fiume Pečora e il confine settentrionale dei monti Urali, in parte corrispondente all'attuale circondario autonomo degli Chanty-Mansi-Jugra, in Russia. La denominazione "Jugra" è presente nelle cronache arabe e russe sin dal IX secolo.
La Jugra è oggi abitata dalle popolazioni dei Chanty e dei Mansi, di lingua ugrofinnica, oltreché da russi, ed è considerata da alcuni l'Urheimat del popolo ungherese.